# Giovanni Voyer
Pour les articles homonymes, voir Voyer.
Giovanni Voyer, nom d'artiste de Jean Boyer (Benicarló, 28 octobre 1901 – Lisbonne, 29 novembre 1976), est un ténor espagnol.

## Biographie
Né Jean Boyer, de parents français, il est devenu un ténor lyrique dramatique espagnol, mais formé à l'art du chant italien, à la voix homogène, pas particulièrement vaste, mais souple. Il a étudié à Milan et a fait ses débuts au Teatro Sociale d'Ostiglia le 24 octobre 1927 dans le rôle de Pinkerton de l'opéra Madame Butterfly. Il a été constamment présent sur la scène des principaux théâtres italiens. À La Scala, le ténor a été engagé pour les saisons allant de 1935 à 1940. Au Théâtre de La Fenice à Venise, il a chanté durant les saisons de 1939 à 1951. Au Teatro Verdi à Trieste, il a participé à une représentation mémorable de Tannhäuser au côté de Renata Tebaldi. Le 11 novembre 1935, il a chanté lors de l'inauguration du Teatro Comunale de Bologne, récemment restauré, dans le rôle de Pollion de Norma au côté de Gina Cigna, et sous la direction du maestro Gino Marinuzzi. Il a également effectué beaucoup de tournées dans les principaux théâtres d'Allemagne, de France et d'Espagne, où il a reçu un très bon accueil de la part de la critique et du public. Voyer a participé très régulièrement aux saisons « Wagner chanté en italien », en particulier dans les rôles de Tristan, Parsifal, Tannhäuser, Lohengrin. Son répertoire comprenait un nombre considérable de rôles, autour de 140. Il s'est impliqué dans les représentations d'opéras récemment écrits par des compositeurs italiens contemporains, où le ténor espagnol s'est distingué par une belle présence physique et la souplesse de sa voix. Il s'est retiré de la scène en 1953. Il s'est alors consacré avec passion et compétence à l'enseignement du chant à Amsterdam et La Haye et au Conservatoire de Lisbonne de 1956 jusqu'en 1976.

## Répertoire principal
- Claudio Monteverdi
  - L'incoronazione di Poppea (Nerone)
  - Il ritorno d'Ulisse in patria (Ulisse)
- Ludwig van Beethoven
  - Fidelio (Florestan)
- Vincenzo Bellini
  - Norma (Pollione)
- Gaspare Spontini
  - La Vestale (Licinio)
- Gaetano Donizetti
  - Lucia di Lammermoor (Edgardo)
- Georges Bizet
  - Carmen (Don José)
- Hector Berlioz
  - La Damnation de Faust (Faust)
- Carl Maria von Weber
  - Der Freischütz (Ottocaro)
- Giuseppe Verdi
  - La traviata (Alfredo Germont)
  - Nabucco (Ismaele)
  - Il trovatore (Manrico)
- Giacomo Puccini
  - Madame Butterfly (Pinkerton)
  - La bohème (Rodolfo)
- Umberto Giordano
  - Andrea Chénier (Andrea Chénier)
- Francesco Cilea
  - Adriana Lecouvreur (Maurizio)
- Richard Wagner
  - Tristan und Isolde (Tristan)
  - Parsifal (Parsifal)
  - Tannhäuser (Tannhäuser)
  - Lohengrin (Lohengrin)
  - Die Meistersinger von Nürnberg (Kunz)
- Modeste Moussorgski
  - Boris Godounov (Grigori-Dimitri)
- Alfredo Catalani
  - La Wally (Giuseppe Hagenbach)
- Riccardo Zandonai
  - Francesca da Rimini (Paolo)
  - Conchita (Mateo)
- Arrigo Boito
  - Nerone (Nerone)
- Richard Strauss
  - Die Frau ohne Schatten (Imperatore)
  - Ariadne auf Naxos (Bacco)
- Adriano Lualdi
  - La figlia del re (Ariuna)
- Ottorino Respighi
  - Belfagor
  - Maria Egiziaca (Marinaio)
- Ennio Porrino
  - Gli Orazi (Publio Orazio)
- Pasquale La Rotella (it)
  - Corsaresca
- Gianfrancesco Malipiero
  - Vita è sogno (Principe)
- Ildebrando Pizzetti
  - Debora e Jaele (it) (Re Sisera)
  - Orseolo (it) (Rinieri Fusinier)
- Enrique Granados
  - Goyescas (Fernando)
- Lodovico Rocca
  - In terra di leggenda (Il fanciullo errante)
- Alberto Bruni Tedeschi
  - Villon (Villon)
- Giorgio Federico Ghedini
  - Re Hassan (Hussein)
- Giulio Confalonieri (it)
  - Rosaspina (Principe)
- Mario Peragallo
  - Collina (Harold Arnett)
- Licinio Refice
  - Margherita da Cortona (Uberto)
- Primo Riccitelli
  - Madonna Oretta

## Discographie
- Umberto Giordano, Andrea Chénier, "Improvviso" – Columbia Records CQ266
- Umberto Giordano Andrea Chénier, "Come un bel dì" – Columbia Records CQ267
- Giacomo Puccini, Madame Butterfly, "Addio fiorito asil" - Columbia Records D6033
- Giuseppe Verdi, Il trovatore, "Ai nostri monti" - Columbia Records D6110
- Giuseppe Verdi, La traviata, "De' miei bollenti" - Columbia Records CQ264
- Gaetano Donizetti, La Favorite, "Una vergine" - Columbia Records CQ714
- Georges Bizet, Carmen, "Il fiore" - Columbia Records D6033
- Ruggero Leoncavallo, Zazà (en), "Mai più Zazà" – Columbia Records 3626

## Source
- (it) Cet article est partiellement ou en totalité issu de l’article de Wikipédia en italien intitulé « Giovanni Voyer » (voir la liste des auteurs).